# Montagnea argentina
Montagnea argentina är en svampart som först beskrevs av Speg., och fick sitt nu gällande namn av Rolf Singer 1969. Montagnea argentina ingår i släktet Montagnea och familjen Agaricaceae.   Inga underarter finns listade i Catalogue of Life.